# Сюжетна арка
Сюжетната арка е удължена или продължаваща сюжетна линия (в няколко епизода) в телесериалите и в други медии с начин на разказване чрез епизоди като телевизията, комикс списанията, игрите на дъска, видео игрите и в някои случаи филмите.
Например в телевизионно предаване историята би се разгърнала в много епизоди. В телевизията употребата на сюжетна арка е много по-честа в драматичните сериали, отколкото в комедийните, особено в сапунените опери.